# Psilotreta indecisa
Psilotreta indecisa är en nattsländeart som först beskrevs av Walker 1852.  Psilotreta indecisa ingår i släktet Psilotreta och familjen böjrörsnattsländor. Inga underarter finns listade i Catalogue of Life.